# Lesxénkovo
Lesxénkovo (en rus: Лещенково) és un poble (un khútor) de l'óblast de Vorónej, a Rússia, segons el cens del 2010 no tenia cap habitant.